# Малая Уртазымка
Малая Уртазымка — река в республике Башкортостан и Оренбургской области России. Устье реки находится в 5 км по правому берегу реки Большая Уртазымка. Длина реки составляет 30 км.

## Притоки
- 13 км: Кизяташ (пр)
- 16 км: Сухая Уртазымка (лв)

## Данные водного реестра
По данным государственного водного реестра России относится к Уральскому бассейновому округу, водохозяйственный участок реки — Урал от Магнитогорского гидроузла до Ириклинского гидроузла, речной подбассейн реки — подбассейн отсутствует. Речной бассейн реки — Урал (российская часть бассейна).
Код объекта в государственном водном реестре — 12010000312112200002431.